# Захоплення провінції Шабва (2014 — нині)
Кампанія зі захоплення провінції Шабва почалася у 2014 році та триває донині, у якій Аль-Каїда намагається захопити та контролювати провінцію Шабва на Аравійському півострові.

## Хаббанський інцидент
Перші насильницькі дії розпочалися в середині березня 2014 року, коли троє бойовиків АКАП було вбито встановленим в автомобіль саморобним вибуховим пристроєм. Вибух стався поблизу будинку Аль-Каїди, командира Хаббана, Ясіра аль-Маруха. Єменські сили безпеки ідентифікували всіх трьох осіб, серед них два громадянина Єгипту, а третій зі Саудівської Аравії. Будинок був сильно пошкоджений, проте, чи знаходився хтось у середині не повідомлялося.[джерело?] Також за повідомленням очевидців, двох поранених доставили до шпиталю в Аззан. також було вбито одного охоронця. Джерела служби безпеки Ємену повідомили, що цю вибухівку підготували для операції проти поліцейських чи сил безпеки Ємену. Приблизно в наступних місцях Шабва, Хадрамаут, Аб'ян, та Ель-Бейда провінціях, де понад два роки триває відкрита війна між Аль-Каїдою та силами Ємену, що спричинило до загибелі сотень людей. На початку серпня 2014 року, під час запеклих боїв в районі Хаббан та Шабван передмісті Хадрамаут, загинуло 12 єменських солдатів та 9 бійців АКАП. 1 вересня, АКАП атакувала урядові підрозділи в Аззан вбивши 13 силовиків та поранивши ще 40. З членів АКАП ніхто не був поранений. На початку Єменської громадянської війни в середині 2015, АКАП повністю захоплюють місто Хаббан, вибивши за межі міста провладні сили. 17 квітня 2015, 2 бойовики АКАП загинули при обстрілі з повітря силами США по місту. Ще 4 бойовиків АКАП було вбито в Шабвах після обстрілу БПЛА США, 3 березня 2016. 6 жовтня, 2016, повітряні сили США вбили 2 членів Аль-Каїди.

## Захоплення Аззана
1 лютого, 2016, АКАП захопило місто Аззан, без опору зі сторони військ чи мирного населення. Згодом вони захопили міста Шаріат, Зінджібар, Джаар та інші невеликі міста. Повідомлялося, що терористи вчинили розстріл мирного населення. 30 березня 2016, під час обстрілу американськими БПЛА, вбито чотирьох бойовиків АКАП, які охороняли в'їзд на блокпостах Аззану.

### Відновлення влади
25 квітня, 2016, війська Гаді при підтримці військ ОАЕ входять в місто після того, як АКАП відступає з міста без бою. За день до цього, американські дрони обстріляли позиції терористів в місті, вбивши більше ніж 8 бійців.

### Повторне захоплення
3 грудня 2016 АКАП повторно взяло місто під контроль.

## Інші інциденти
Як повідомляє США 20 лютого 2016 під час повітряного налету було вбито 4 бойовики АКАП в Аль-Акла. 4 березня, під час нальоту вбито 4 бійців АКАП. За зведеннями США, 28 квітня внаслідок атаки дронами вбито трьох осіб, підозрюваних у зв'язках з Аль-Каїдою в Мархат Бахьян у північно-західній частині провінції Шабва. 2 березня 2017, кілька американських дронів вбили 4 бойовиків АКАП в сільських районах Шабва. Через день дрони вбивають більше ніж 12 бойовиків АКАП та поранили мирних громадян в селищі Ваді Яшбум. Десятки нальотів були спрямовані проти (Еміра) Саад бен Атеф аль Авлакі. Наразі його місце перебування невідоме. Абдулла Аль-Фадхл, син воєначальника Аль-Каїди, Шейха Тарек Аль-Фадхлі, був вбитий під час одного з таких нальотів. Тієї ж ночі в селищі, як передають спецслужби США, солдати висадились на вертольотах та відкрили вогонь по бойовиках АКАП, після 30 хвилин бою останні відступили на власних вертольотах.